# 2014-es MTV Movie Awards
A 2014-es MTV Movie Awards díjátadó ünnepségét 2014. április 13-án tartották a kaliforniai Nokia Theatre-ben, a házigazda Conan O’Brien volt. A jelölteket március 6-án tették közé. A műsort az MTV, az MTV2, a VH1 és a Logo csatorna közvetítette.

## Díjazottak és jelöltek
A nyertesek a táblázat első sorában, félkövérrel vannak jelölve.
| Legjobb film | Áttörő előadás |
| --- | --- |
| - Az éhezők viadala: Futótűz - 12 év rabszolgaság - Amerikai botrány - A hobbit: Smaug pusztasága - A Wall Street farkasa | - Will Poulter – Családi üzelmek - Liam James – Az első igazi nyár - Margot Robbie – A Wall Street farkasa - Michael B. Jordan – A megálló - Miles Teller – Az élet habzsolva jó |
| Legjobb színész | Legjobb színésznő |
| - Josh Hutcherson – Az éhezők viadala: Futótűz - Bradley Cooper – Amerikai botrány - Chiwetel Ejiofor – 12 év rabszolgaság - Leonardo DiCaprio – A Wall Street farkasa - Matthew McConaughey – Django elszabadul | - Jennifer Lawrence – Az éhezők viadala: Futótűz - Amy Adams – Amerikai botrány - Jennifer Aniston – Családi üzelmek - Lupita Nyong’o – 12 év rabszolgaság - Sandra Bullock – Gravitáció |
| Legjobb hős | Legjobb gonosz |
| - Henry Cavill – Az acélember - Kristen Bell – Jégvarázs - Chris Hemsworth – Thor: Sötét világ - Martin Freeman – A hobbit: Smaug pusztasága - Robert Downey Jr. – Vasember 3. | - Mila Kunis – Óz, a hatalmas - Barkhad Abdi – Phillips kapitány - Benedict Cumberbatch – Sötétségben – Star Trek - Donald Sutherland – Az éhezők viadala: Futótűz - Michael Fassbender – 12 év rabszolgaság |
| Legjobb csók | Legjobb harc |
| - Emma Roberts, Jennifer Aniston és Will Poulter – Családi üzelmek - Ashley Benson, James Franco és Vanessa Hudgens – Spring Breakers – Csajok szabadon - Jennifer Lawrence és Amy Adams – Amerikai botrány - Joseph Gordon-Levitt és Scarlett Johansson – Don Jon - Shailene Woodley és Miles Teller – Az élet habzsolva jó | - Orlando Bloom és Evangeline Lilly vs. orkok – A hobbit: Smaug pusztasága - Jason Bateman vs. Melissa McCarthy – Személyiségtolvaj - Jennifer Lawrence, Josh Hutcherson és Sam Claflin vs. mutáns majmok – Az éhezők viadala: Futótűz - Jonah Hill vs. James Franco és Seth Rogen – Itt a vége - Will Ferrell, Paul Rudd, David Koechner és Steve Carell vs. James Marsden vs. Sacha Baron Cohen vs. Kanye West vs. Tina Fey éd Amy Poehler vs. Jim Carrey és Marion Cotillard vs. Will Smith vs. Liam Neeson éd John C. Reilly vs. Greg Kinnear – Ron Burgundy: A legenda folytatódik |
| Legjobb zenés pillanat | Legjobb duó |
| - "Everybody (Backstreet's Back)" – Itt a vége - "Live and Let Die" – Amerikai botrány - "Pretty Thing" – A Wall Street farkasa - 'I'm Gonna Be (500 Miles)", "Milkshake", "Barracuda" – Személyiségtolvaj - "Waterfalls" – Családi üzelmek                                                                                  | - Vin Diesel és Paul Walker – Halálos iramban 6. - Amy Adams és Christian Bale – Amerikai botrány - Ice Cube és Kevin Hart – Pofázunk és végünk - Kristen Bell és Jonathan Groff – Jégvarázs - Matthew McConaughey és Jared Leto – Mielőtt meghaltam |
| Legjobb félmeztelen jelenet | Legjobb szarrá ijedt alakítás |
| - Zac Efron – Csajkeverők - Chris Hemsworth – Thor: Sötét világ - Jennifer Aniston - Családi üzelmek - Leonardo DiCaprio - A Wall Street farkasa - Sam Claflin - Az éhezők viadala: Futótűz | - Brad Pitt – Z világháború - Rose Byrne – Insidious – A gonosz háza - Jessica Chastain – Mama - Vera Farmiga – Démonok között - Ethan Hawke - A bűn éjszakája |
| Leghumorosabb alakítás | Legtorokszorítóbb alakítás |
| - Jonah Hill – A Wall Street farkasa - Jason Sudeikis – Családi üzelmek - Josh Gad – Jégvarázs - Kevin Hart – Pofázunk és végünk - Melissa McCarthy – Pofázunk és végünk | - Leonardo DiCaprio – A Wall Street farkasa - Cameron Diaz – A jogász - Channing Tatum és Danny McBride – Itt a vége - Johnny Knoxville és Jackson Nicoll – A Jackass bemutatja: Rossz nagyapó - Steve Carell, Will Ferrell, Paul Rudd és David Koechner – Ron Burgundy: A legenda folytatódik |
| Legjobb átalakulás a vásznon | Legjobb cameo |
| - Jared Leto – Mielőtt meghaltam - Christian Bale – Amerikai botrány - Elizabeth Banks – Az éhezők viadala: Futótűz - Matthew McConaughey – Mielőtt meghaltam - Orlando Bloom – A hobbit: Smaug pusztasága | - Orlando Bloom – Itt a vége - Amy Poehler és Tina Fey – Ron Burgundy: A legenda folytatódik - Joan Rivers – Vasember 3. - Kanye West – Ron Burgundy: A legenda folytatódik - Robert De Niro – Amerikai botrány |
| Kedvenc karakter | |
| - Beatrice "Tris" Prior – A beavatott - Katniss Everdeen – Az éhezők viadala: Futótűz - Khan Noonien Singh – Sötétségben – Star Trek - Loki Laufeyson – Thor: Sötét világ - Veronica Mars – Veronika mars | |

### Emlékdíj
- Paul Walker

### MTV Trailblazer Award
- Channing Tatum

### MTV Generation Award
- Mark Wahlberg

## Statisztika

### Egynél több jelöléssel bíró filmek
- 8 jelölés: Amerikai botrány, A Wall Street farkasa, Az éhezők viadala: Futótűz
- 6 jelölés: Családi üzelmek
- 5 jelölés: Jégvarázs
- 4 jelölés: 12 év rabszolgaság, Ron Burgundy: A legenda folytatódik, Mielőtt meghaltam, A hobbit: Smaug pusztasága, Itt a vége
- 2 jelölés: Személyiségtolvaj, Vasember 3., Pofázunk és végünk, Az élet habzsolva jó, Thor: Sötét világ

### Egynél több jelöléssel bíró színész/színésznő
- 5 jelölés: Leonardo DiCaprio
- 4 jelölés: Jennifer Lawrence
- 3 jelölés: Amy Adams, Jennifer Aniston, Matthew McConaughey, Jonah Hill, Melissa McCarthy, Will Poulter
- 2 jelölés: Tina Fey, Amy Poehler, Kanye West, Steve Carell, Will Ferrell, Paul Rudd, David Koechner, Jared Leto, Orlando Bloom, Chris Hemsworth, Kevin Hart, Seth Rogen, Channing Tatum, Christian Bale, Miles Teller

### Egynél több díjjal bíró filmek
- 3 díj: Az éhezők viadala: Futótűz
- 2 díj: Családi üzelmek, A Wall Street farkasa, Itt a vége